# Angelica Kristenson Aurelius
Eva Angelica Kristenson Aurelius, född 7 januari 1957 i Växjö, är en svensk tecknare och målare.
Kristenson Aurelius är utbildad vid Ölands folkhögskola 1974–1975, Grundskolan för konstnärlig utbildning Stockholm 1975–1976, Konstfack Stockholm 1976–1979 och Kungliga Konsthögskolan Stockholm 1979–1984. Hon har haft ett flertal utställningar på olika orter i Sverige, och är representerad vid Kalmar konstmuseum.